# Élections constituantes de 1946 dans les Landes
Les élections constituantes françaises de 1946 se tiennent le 2 juin. Ce sont les deuxièmes élections constituantes, après le rejet du projet de Constitution française du 19 avril 1946 lors du référendum du 5 mai.

## Mode de scrutin
L'assemblée constituante est composée de 586 sièges pourvus au scrutin proportionnel plurinominal suivant la règle de la plus forte moyenne dans chaque département, sans panachage ni vote préférentiel.
Dans le département des Landes, quatre députés sont à élire.

## Élus
| Député sortant         | Parti | Parti | Député élu ou réélu    | Parti | Parti |
| ---------------------- | ----- | ----- | ---------------------- | ----- | ----- |
| Félix Garcia           |       | PCF   | Félix Garcia           |       | PCF   |
| Charles Lamarque-Cando |       | SFIO  | Charles Lamarque-Cando |       | SFIO  |
| Marcel David           |       | SFIO  | Marcel David           |       | SFIO  |
| Joseph Defos du Rau    |       | MRP   | Joseph Defos du Rau    |       | MRP   |

## Résultats

### Résultats à l'échelle du département
| Parti    | Parti                                          | Tête de liste          | Résultats | Résultats | Sièges |  |
| Parti    | Parti                                          | Tête de liste          | Voix      | %         |        |  |
| -------- | ---------------------------------------------- | ---------------------- | --------- | --------- | ------ |  |
|          | Section française de l'Internationale ouvrière | Charles Lamarque-Cando | 52 419    | 38,87     | 2      |  |
|          | Mouvement républicain populaire                | Joseph Defos du Rau    | 40 451    | 30,00     | 1      |  |
|          | Parti communiste français                      | Félix Garcia           | 27 893    | 20,69     | 1      |  |
|          | Rassemblement des gauches républicaines        | Camille Labat          | 14 087    | 10,45     | -      |  |
|          |                                                |                        |           |           |        |  |
| Inscrits | Inscrits                                       | Inscrits               | 172 113   | 100,00    | 4      |  |
| Votants  | Votants                                        | Votants                | 137 328   | 79,79     |        |  |
| Exprimés | Exprimés                                       | Exprimés               | 134 850   | 98,20     |        |  |